# アレクサンダー・ウィルソン (鳥類学者)

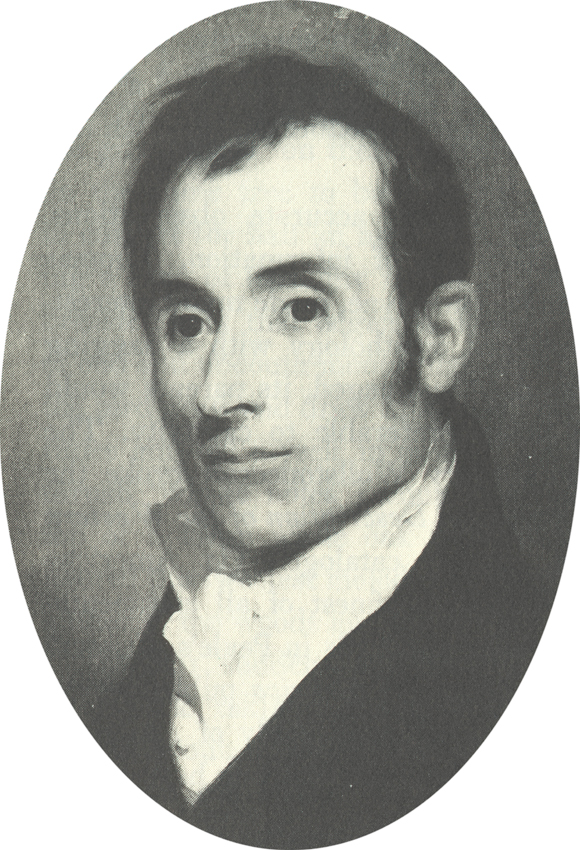
アレクサンダー・ウィルソン

アレクサンダー・ウィルソン（Alexander Wilson、1766年7月6日 - 1813年8月23日）は、スコットランド生まれのアメリカ合衆国の鳥類学者、博物画家、作家である。スコットランドでは社会風刺の詩をつくり、アメリカでは鳥類図鑑 "American Ornithology"を刊行した。

## 略歴
スコットランドのペーズリーの織物業者の家に生まれた。10歳で母親をなくし、父親が再婚すると、牧師の学校をやめ、1779年に義理の兄弟のもとで、織物技術を学んだ。3年間の修行の後、織物職人などで働きながら、スコットランドの国民的詩人、ロバート・バーンズの影響を受けて、詩を書くようになり、作品はGlasgow Advertiserのような新聞に掲載されるようになった。作品は社会性を帯びるようになり、上流階級を風刺するものになった。1790年に作品集を出版するが大きな成功は得られなかった。詩人として成功するための努力を続け、1792年の詩集、Watty and Meg or the Taming of a Shrewは、広く知られた唯一の詩集となった。1783年に、名誉毀損の裁判を起こされ、罰金を払えなかったので、短期間、入獄し、著作を焼却しなければならない事件がおきた。女性問題の失敗もあって、ウィルソンはアメリカへの移住を決意した。
1794年に甥のウィリアム・ダンカンとアメリカのフィラデルフィアに渡った。日雇いや行商人、印刷工、織物工として働き、1796年にペンシルベニアのマイルストーンで学校の教師となった。既婚婦人と恋愛問題を起こして1801年にその地を離れた。その後もニュージャージーやペンシルベニアで教師をしながら暮らした。父親から植物園を受け継いだ博物学者のウィリアム・バートラムと知り合い、博物画家としての道を歩み始めることになった。初め、動物や樹木の絵を描くようになり、成功した実業家で鳥類学者のジョージ・オードとも知り合った。1803年までにアメリカ各地の自然の観察のために旅するようになり、アメリカの鳥類の図鑑を作る計画を立てた。1806年にスコットランドの知り合いの銅版技術者を雇おうとするが資金不足で実現しなかった。その年の夏から、イギリスのエイブラハム・リース（Abraham Rees）の百科事典（Rees' Cyclopedia）のアメリカ版の出版者の、ブラッドフォード（Samuel F. Bradford）に雇われ、百科事典の図版製作の仕事をするとともに、ブラッドフォードに自らの鳥類図鑑の出版の交渉に成功した。
1807年から"American Ornithology"の仕事に取り組み、ペンシルヴァニアを調査旅行し、フィラデルフィアで図版を作った。1808年の9月に"American Ornithology"に第1巻が出版された。34点の手彩色の図版がついた158ページの書籍として200部が印刷された。図版だけでなく、文章もウィルソンが書き、手彩色も自らおこなった。当時、ヨーロッパにくらべて遅れているとされていた博物学の出版の分野を発展させようという意図から、用紙などの資材もアメリカ製のものが用いられた。9巻全部の購入価格は120ドルで、これは教師時代のウィルソンの年収を超えるものであったが、自ら購入者をさがす旅を行い250人の購入者を集めた。その後の巻の出版と購入者の獲得のために働き、1813年までに7巻まで出版されたが、健康を害し、フィラデルフィアで病没した。"American Ornithology"の出版はジョージ・オードが引き継ぎ、最後の巻にはウィルソンの簡単な伝記がつけられた。
1828年から、ジョン・ジェームズ・オーデュボンの『アメリカの鳥類』("The Birds of America")が出版されたことによって、相対的に書籍の評価はさがることになった。
ウミツバメ科の鳥類の種の英名 Wilson's storm petrel（学名:Oceanites oceanicus、和名:アシナガウミツバメ）やチドリ科の鳥類の種、Charadrius wilsonia やアメリカムシクイ科の鳥類の種、ウィルソンアメリカムシクイなどにウィルソンの名前がつけられている。

## 著書の図版

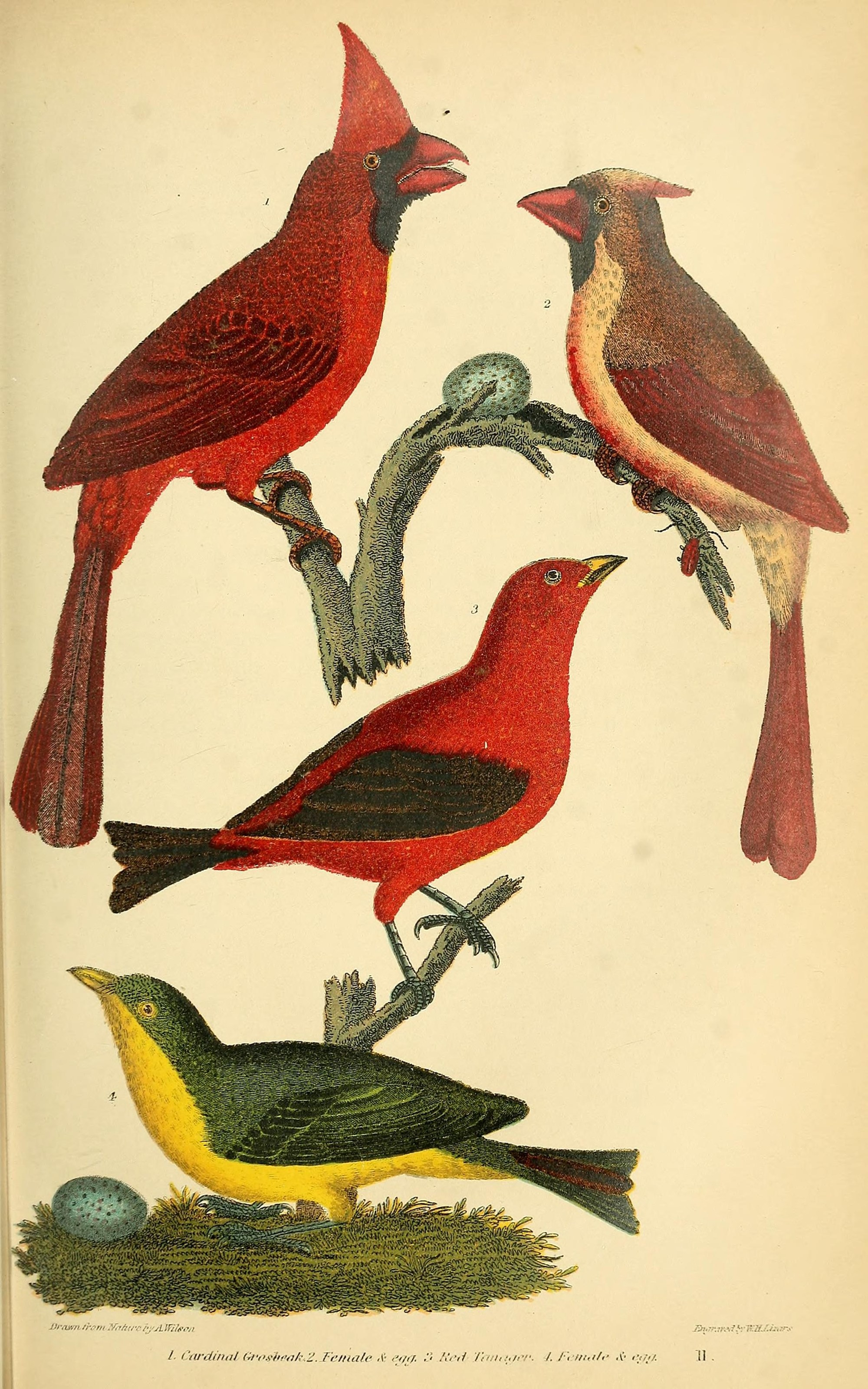
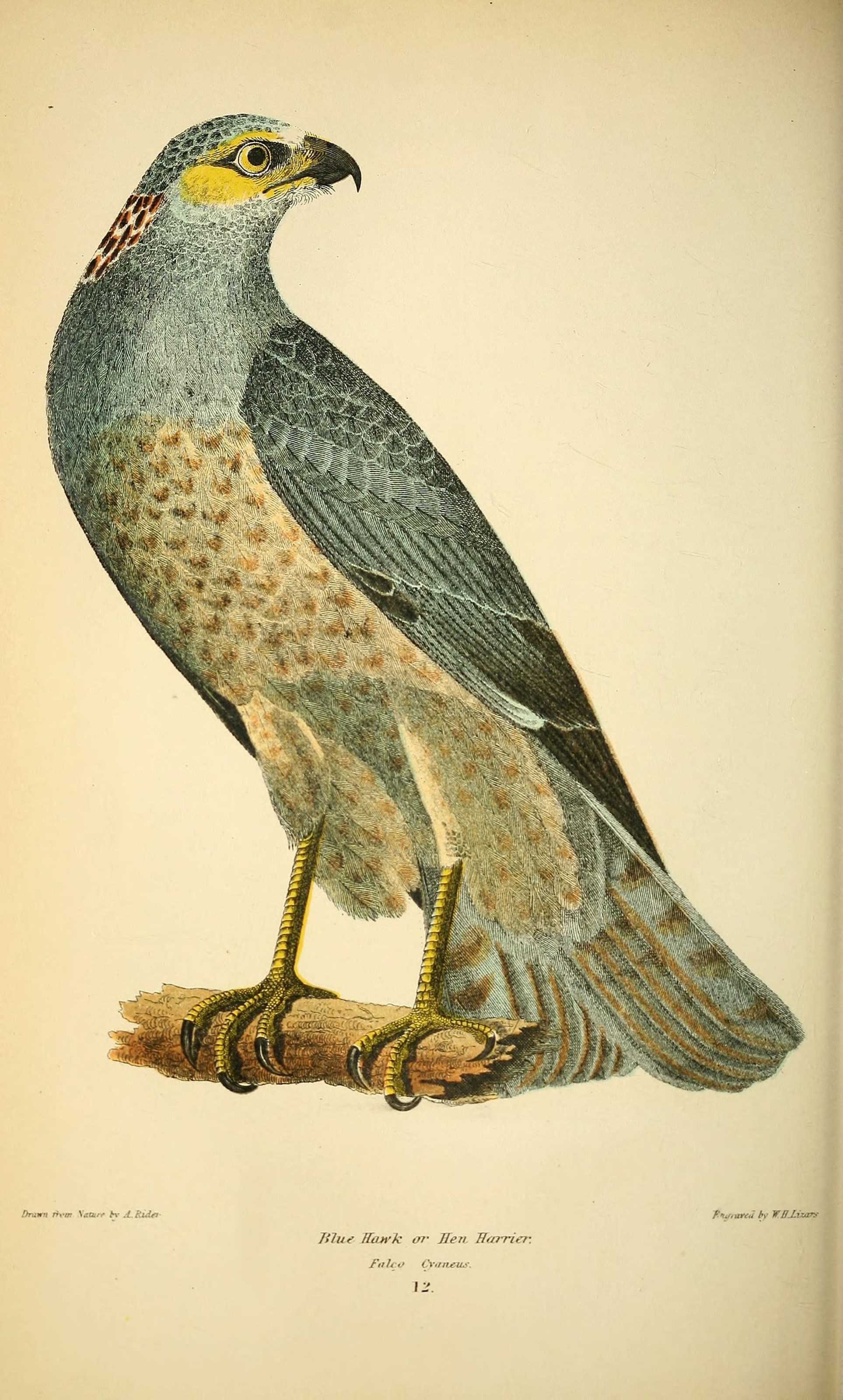
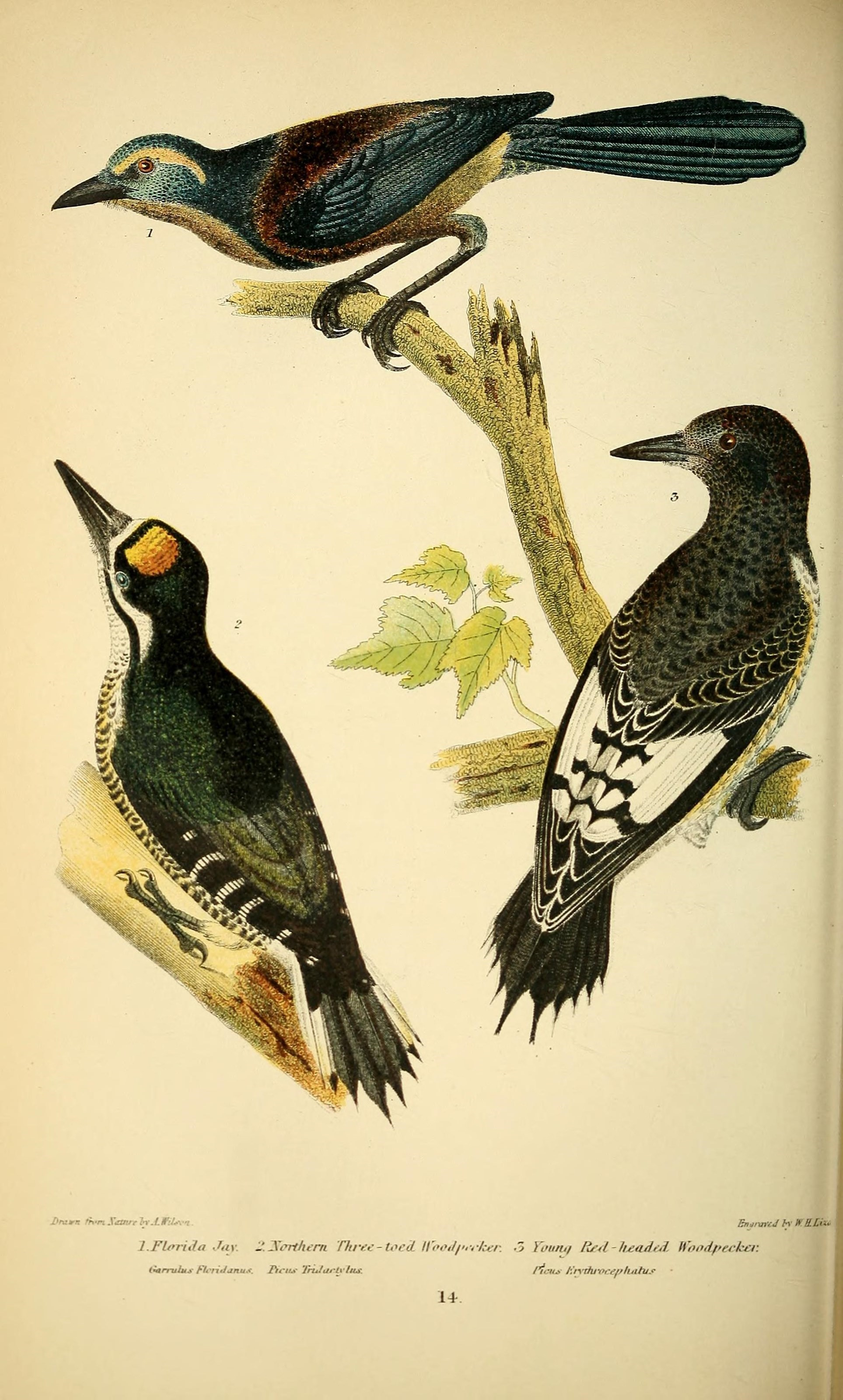
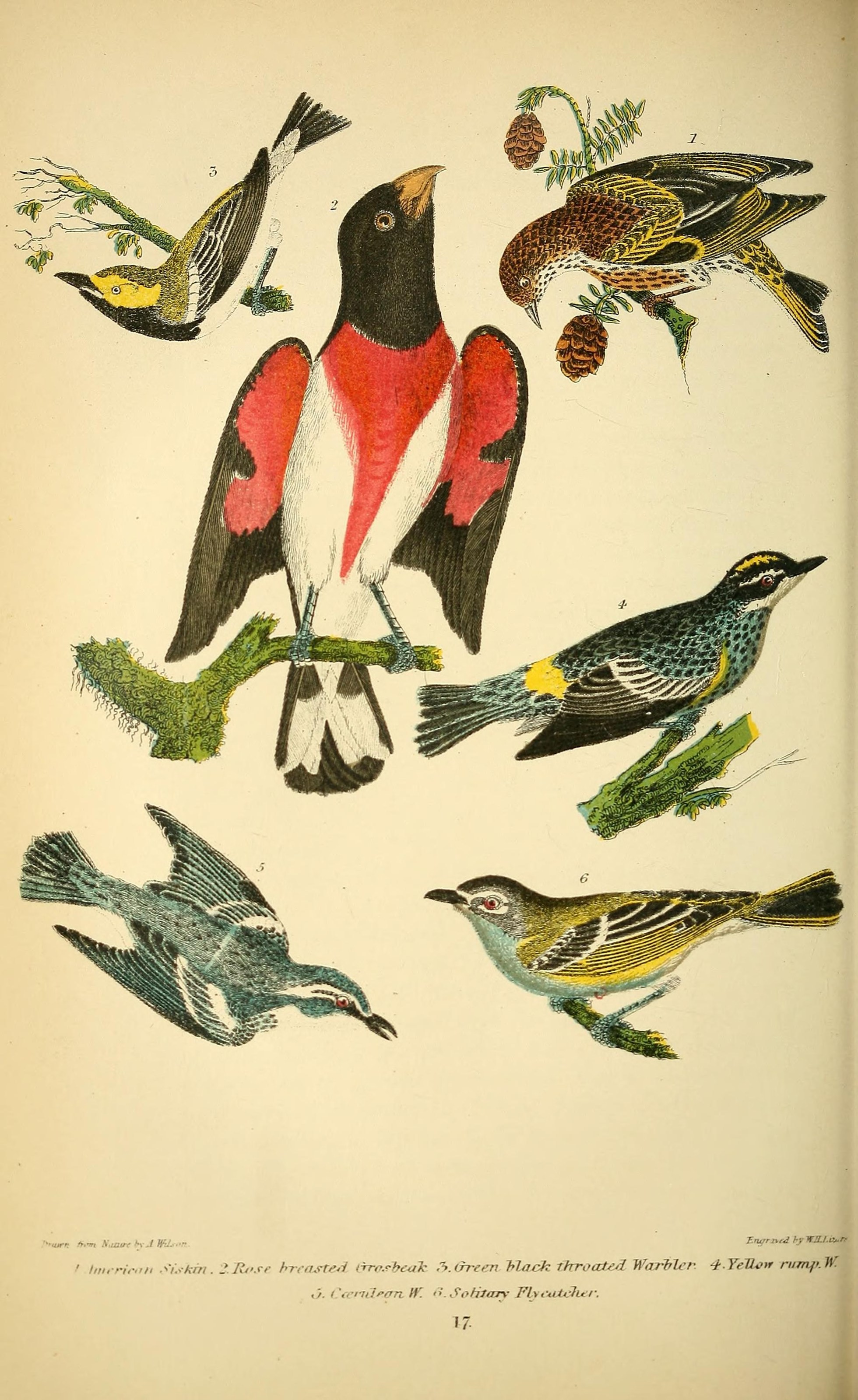
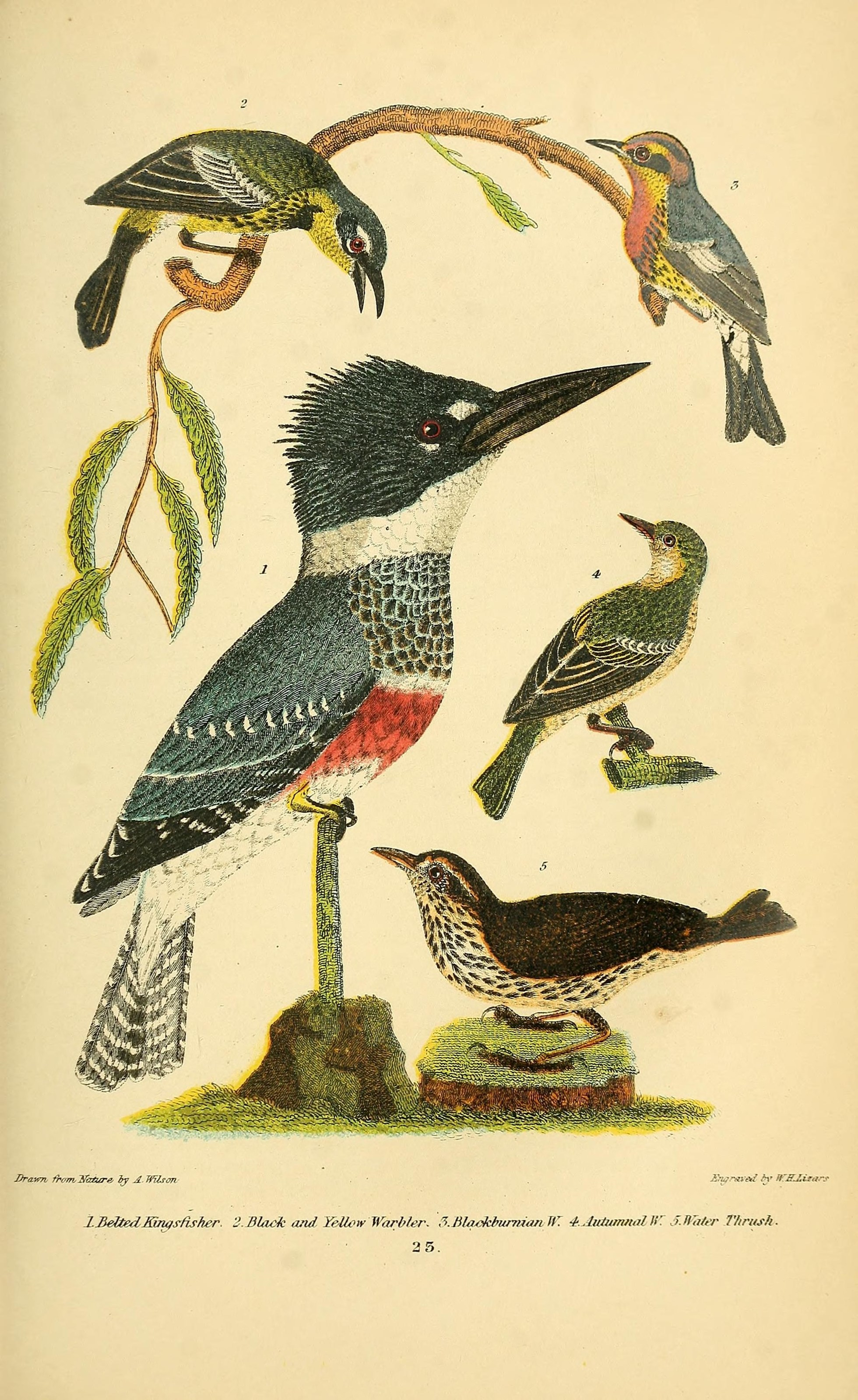

## 著作

### 自然科学の書籍
- American Ornithology. Neun Bände. Bradford and Inskeep, Philadelphia 1808–1814.

### 詩
- Poems. J. Neilson, Paisley 1790.
- Poems, Humorous, Satirical, and Serious. 2. Auflage. P. Hill, Edinburgh 1791.
- Poems Chiefly in the Scottish Dialect by Alexander Wilson with an Account of His Life and Writings. J. Neilson, Paisley 1816.
- The Poetical Works of Alexander Wilson. J. Henderson, Belfast 1844.
- The Poems and Literary Prose of Alexander Wilson. Ed. Rev. Alexander Balloch Grosart. 2 Bd. Alexander Gardner, Paisley 1876.